# Jan Luijerink
Jan Luijerink (Woolde, 29 oktober 1885 – Den Haag, 3 november 1960) was een Nederlandse burgemeester.

## Leven en werk
Luijerink werd in 1885 in Woolde (gemeente Hengelo) geboren als zoon van de landbouwer Jan Hendrik Luijerink en Gerritdina Keppels. Luijeerink koos aanvankelijk voor een studie notariaat, maar schakelde over naar een opleiding op het terrein van de gemeente-administratie. Na het behalen van de akte kandidaat-gemeentesecretaris was hij werkzaam op diverse gemeentesecretarieën. Hij trouwde in 1916 in Boskoop met Adriana van Gelderen. Hij werd in 1920 benoemd tot burgemeester van de toenmalige gemeente Vlaardinger-Ambacht. Hij vervulde hier tevens de functie van gemeentesecretaris. Voor zijn benoeming was hij al als ontvanger van deze gemeente werkzaam. Hij zou burgemeester van deze gemeente blijven tot 1941. Tijdens zijn burgemeesterschap groeide de gemeente van 1500 naar 7000 inwoners. In 1941 riep hij de burgerij van zijn gemeente op om medewerking te geven aan de collecte voor de stichting Winterhulp Nederland, een nationaalsocialistische organisatie. Ondanks zijn verzet tegen de opheffing van de gemeente werd de gemeente per 1 augustus 1941 opgeheven. Na de opheffing van de gemeente Vlaardinger-Ambacht verhuisde hij naar Den Haag, waar hij in 1960 op 75-jarige leeftijd overleed.
In Vlaardingen is de Burgemeester Luijerinksingel naar hem genoemd.